# Beck Gyula
Beck Gyula (? –) egykori új-zélandi válogatott labdarúgó.

## Mérkőzései az új-zélandi válogatottban
| #  | Dátum             | Ellenfél     | Eredmény | Kiírás              | Esemény |
| -- | ----------------- | ------------ | -------- | ------------------- | ------- |
| 1. | 1967. november 8. | Új-Kaledónia | 0 – 4    | barátságos mérkőzés |         |